# Carol Bove

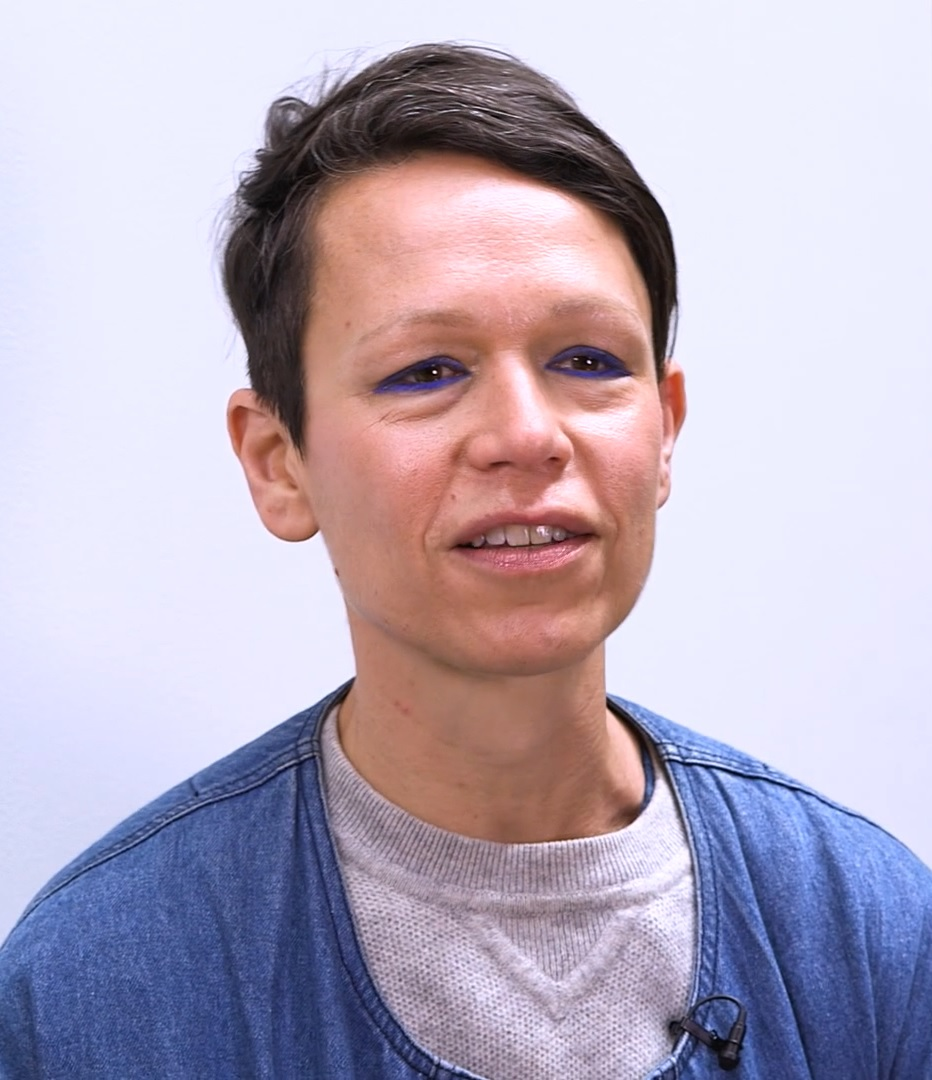
Carol Bove, 2017

Carol Bove (* 1971 in Genf) ist eine US-amerikanische Bildhauerin und Installationskünstlerin.

## Leben und Werk
Carol Bove wurde als Tochter amerikanischer Eltern in Genf geboren. Sie wuchs in Berkeley auf und studierte bis 2000 an der Steinhardt School of Culture, Education und Human Development der New York University. Seit 2011 wird sie von der Galerie David Zwirner vertreten.
Sie arbeitet mit einer Vielzahl von Materialien. Bekannte Installationen sind Coral Sculpture (2008), The Foamy Saliva of a Horse (2011), Vague Pure Affection (2012) und Heraclitus (2014). 2016 begann Bove großformatige, konzeptuelle Assemblagen aus Stahl zu schaffen.
Ihre Skulpturen befanden sich 2021 an der Fassade des Metropolitan Museum in New York. Ursprünglich sollten sie bereits 2020 ausgestellt werden, dies wurde wegen der Corona-Pandemie verschoben.

## Ausstellungen (Auswahl)

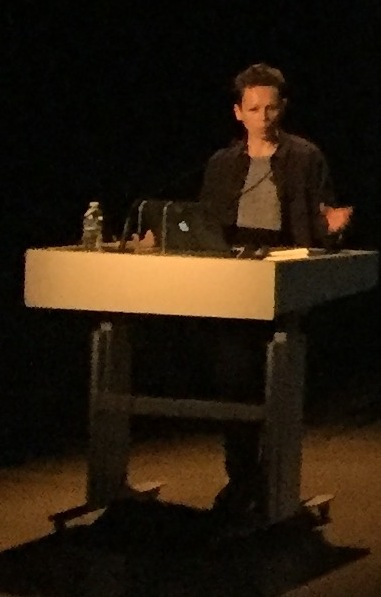
Bove, Venice Biennale 2017

### Einzelausstellungen
- 2003: Carol Bove: The Science of Being and the Art of Living, Kunstverein in Hamburg, Hamburg
- 2004: Carol Bove, Kunsthalle Zürich, Zürich
- 2009: Summer 2009 – Upper Gallery 2: Carol Bove, Tate St Ives, England
- 2013: Carol Bove: The Equinox, Museum of Modern Art, New York

### Gruppenausstellungen
- 2008: Heavy Metal, Kunsthalle zu Kiel, Kiel
- 2011: ILLUMInazioni – ILLUMInations, 54. Biennale di Venezia, Venedig
- 2012: dOCUMENTA (13), Kassel
- 2015: America Is Hard To See, Whitney Museum of American Art, New York
- 2016: Making and Unmaking, Camden Arts Centre, London
- 2017: Women of Venice, Schweizer Pavilion, 57. Biennale di Venezia, Venedig